# Mistrzostwa Świata w Pływaniu na krótkim basenie 2016
Mistrzostwa Świata w Pływaniu na krótkim basenie 2016 odbyły się w dniach 6–11 grudnia 2016 roku w WFCU Centre w Windsorze, w prowincji Ontario. Wszystkie konkurencje przeprowadzono na basenie 25-metrowym.

## Wybór gospodarza
11 grudnia 2012 prezydent Światowej Federacji Pływackiej (FINA), Julio Maglione ogłosił, że Windsor pokonał Hongkong, Abu Zabi i Aszchabad w konkursie o organizację mistrzostw świata w 2016 roku.

## Tabela medalowa
| Miejsce | Państwo           | Złoto | Srebro | Brąz | Razem |
| ------- | ----------------- | ----- | ------ | ---- | ----- |
| 1.      | Stany Zjednoczone | 8     | 15     | 7    | 30    |
| 2.      | Węgry             | 7     | 2      | 2    | 11    |
| 3.      | Rosja             | 6     | 5      | 3    | 14    |
| 4.      | Południowa Afryka | 4     | 1      | 0    | 5     |
| 5.      | Korea Południowa  | 3     | 0      | 0    | 3     |
| 6.      | Kanada            | 2     | 3      | 3    | 8     |
| 7.      | Holandia          | 2     | 3      | 1    | 6     |
| 8.      | Japonia           | 2     | 2      | 11   | 15    |
| 9.      | Australia         | 2     | 2      | 7    | 11    |
| 10.     | Niemcy            | 2     | 1      | 0    | 3     |
| 11.     | Włochy            | 1     | 4      | 2    | 7     |
| 12.     | Wielka Brytania   | 1     | 2      | 2    | 5     |
| 13.     | Jamajka           | 1     | 1      | 1    | 3     |
| 13.     | Brazylia          | 1     | 1      | 1    | 3     |
| 15.     | Chiny             | 1     | 0      | 2    | 3     |
| 16.     | Dania             | 1     | 0      | 1    | 2     |
| 16.     | Litwa             | 1     | 0      | 1    | 2     |
| 16.     | Polska            | 1     | 0      | 1    | 2     |
| 19.     | Francja           | 0     | 2      | 0    | 2     |
| 20.     | Ukraina           | 0     | 1      | 0    | 1     |
| 20.     | Słowenia          | 0     | 1      | 0    | 1     |
| 22.     | Białoruś          | 0     | 0      | 2    | 2     |
| Razem   | Razem             | 46    | 46     | 47   | 139   |

## Wyniki

### Mężczyźni
| Konkurencja                | Złoto | Złoto        | Srebro | Srebro   | Brąz | Brąz     |
| Konkurencja                | Zawodnik | Czas         | Zawodnik | Czas     | Zawodnik | Czas     |
| Styl dowolny               | |              | |          | |          |
| 50 metrów (szczegóły)      | Jesse Puts · Holandia | 21,10        | Władimir Morozow · Rosja | 21,14    | Simonas Bilis · Litwa | 21,23    |
| 100 metrów (szczegóły)     | Simonas Bilis · Litwa | 46,58        | Shinri Shioura · Japonia | 46,59    | Tommaso D’Orsogna · Australia | 46,70    |
| 200 metrów (szczegóły)     | Park Tae-hwan · Korea Południowa | 1:41,03 CR,  | Chad le Clos · Południowa Afryka | 1:41,65  | Aleksandr Krasnych · Rosja | 1:41,95  |
| 400 metrów (szczegóły)     | Park Tae-hwan · Korea Południowa | 3:34,59      | Aleksandr Krasnych · Rosja | 3:35,30  | Péter Bernek · Węgry | 3:37,65  |
| 1500 metrów (szczegóły)    | Park Tae-hwan · Korea Południowa | 14:15,51 CR, | Gregorio Paltrinieri · Włochy | 14:21,94 | Wojciech Wojdak · Polska | 14:25,37 |
| Styl grzbietowy            | |              | |          | |          |
| 50 metrów (szczegóły)      | Junya Koga · Japonia | 22,85        | Jérémy Stravius · Francja | 22,99    | Paweł Sankowicz · Białoruś | 23,03    |
| 100 metrów (szczegóły)     | Mitch Larkin · Australia | 49,65        | Andriej Szabasow · Rosja | 49,69    | Xu Jiayu · Chiny | 50,02    |
| 200 metrów (szczegóły)     | Radosław Kawęcki · Polska | 1:47,63      | Jacob Pebley · Stany Zjednoczone | 1:48,98  | Masaki Kaneko · Japonia | 1:49,18  |
| Styl klasyczny             | |              | |          | |          |
| 50 metrów (szczegóły)      | Cameron van der Burgh · Południowa Afryka | 25,64        | Peter Stevens · Słowenia | 25,85    | Felipe Lima · Brazylia | 25,98    |
| 100 metrów (szczegóły)     | Marco Koch · Niemcy | 56,77        | Władimir Morozow · Rosja | 57,00    | Fabio Scozzoli · Włochy | 57,04    |
| 200 metrów (szczegóły)     | Marco Koch · Niemcy | 2:01,21 CR   | Andrew Willis · Wielka Brytania | 2:02,71  | Michaił Dorinow · Rosja | 2:03,09  |
| Styl motylkowy             | |              | |          | |          |
| 50 metrów (szczegóły)      | Chad le Clos · Południowa Afryka | 21,98        | Tom Shields · Stany Zjednoczone | 22,40    | David Morgan · Australia | 22,47    |
| 100 metrów (szczegóły)     | Chad le Clos · Południowa Afryka | 48,08        | Tom Shields · Stany Zjednoczone | 49,04    | David Morgan · Australia | 49,31    |
| 200 metrów (szczegóły)     | Chad le Clos · Południowa Afryka | 1:48,76      | Tom Shields · Stany Zjednoczone | 1:49,50  | Daiya Seto · Japonia | 1:49,97  |
| Styl zmienny               | |              | |          | |          |
| 100 metrów (szczegóły)     | Michael Andrew · Stany Zjednoczone | 51,84 WJ     | Daiya Seto · Japonia | 52,01    | Shinri Shioura · Japonia | 52,17    |
| 200 metrów (szczegóły)     | Wang Shun · Chiny | 1:51,74      | Philip Heintz · Niemcy | 1:52,07  | Daiya Seto · Japonia | 1:52,89  |
| 400 metrów (szczegóły)     | Daiya Seto · Japonia | 3:59,24      | Max Litchfield · Wielka Brytania | 4:00,66  | Dávid Verrasztó · Węgry | 4:01,56  |
| Sztafety – styl dowolny    | |              | |          | |          |
| 4 × 50 metrów (szczegóły)  | Rosja · Aleksiej Brianskij (21,70) · Nikita Łobincew (21,06) · Aleksandr Popkow (20,85) · Władimir Morozow (20,71) · Kiriłł Prigoda                                                        | 1:24,32      | Stany Zjednoczone · Paul Powers (21,73) · Blake Pieroni (21,14) · Michael Chadwick (21,02) · Tom Shields (20,58) · Dillon Virva · Michael Andrew              | 1:24,47  | Japonia · Kosuke Matsui (21,81) · Kenta Ito (20,96) · Shinri Shioura (20,60) · Junya Koga (21,14) | 1:24,51  |
| 4 × 100 metrów (szczegóły) | Rosja · Nikita Łobincew (47,34) · Michaił Wiekowiszczew (46,96) · Władimir Morozow (45,42) · Aleksandr Popkow (46,18) · Aleksiej Brianskij                                                 | 3:05,90      | Francja · Clément Mignon (46,91) · Jérémy Stravius (46,21) · Jordan Pothain (47,90) · Mehdy Metella (46,33) · Yonel Govindin                                  | 3:07,35  | Australia · Brayden McCarthy (47,57) · Daniel Smith (46,84) · David Morgan (47,48) · Tommaso D’Orsogna (45,87) · Jack Gerrard · Stany Zjednoczone · Michael Chadwick (47,56) · Tom Shields (46,59) · Paul Powers (47,59) · Blake Pieroni (46,02) · Matthew Josa | 3:07,76  |
| 4 × 200 metrów (szczegóły) | Rosja · Michaił Dowgaljuk (1:44,27) · Michaił Wiekowiszczew (1:42,86) · Artem Łobuzow (1:44,04) · Aleksandr Krasnych (1:40,93) · Daniił Pasynkow                                           | 6:52,10      | Stany Zjednoczone · Blake Pieroni (1:43,14) · Jacob Pebley (1:43,38) · Pace Clark (1:44,16) · Zane Grothe (1:42,66)                                           | 6:53,34  | Japonia · Yuki Kobori (1:43,97) · Daiya Seto (1:42,54) · Tsubasa Amai (1:44,11) · Katsuhiro Matsumoto (1:42,92) | 6:53,54  |
| Sztafety – styl zmienny    | |              | |          | |          |
| 4 × 50 metrów (szczegóły)  | Rosja · Andriej Szabasow (23,46) · Kiriłł Prigoda (25,52) · Aleksandr Popkow (22,08) · Władimir Morozow (20,46) · Grigorij Tarasiewicz · Oleg Kostin · Daniił Pachomow · Aleksiej Brianski | 1:31,52      | Stany Zjednoczone · Jacob Pebley (23,54) · Cody Miller (25,68) · Tom Shields (21,94) · Michael Chadwick (20,81) · Matthew Josa · Michael Andrew · Paul Powers | 1:31,97  | Białoruś · Pawieł Sankowicz (23,05) · Ilja Szymanowicz (25,82) · Jauhen Curkin (22,59) · Anton Łatkin (21,03) | 1:32,49  |
| 4 × 100 metrów (szczegóły) | Rosja · Andriej Szabasow (50,30) · Kiriłł Prigoda (55,78) · Aleksandr Charłanow (49,51) · Władimir Morozow (45,58) · Grigorij Tarasiewicz · Oleg Kostin · Aleksandr Popkow                 | 3:21,17      | Australia · Mitch Larkin (50,24) · Tommy Sucipto (57,46) · David Morgan (49,32) · Tommaso D’Orsogna (46,54) · Bobby Hurley · Daniel Smith                     | 3:23,56  | Japonia · Junya Koga (50,26) · Yoshiki Yamanaka (57,57) · Takeshi Kawamoto (50,02) · Shinri Shioura (46,86) · Kento Ita | 3:24,71  |

### Kobiety
| Konkurencja                | Złoto | Złoto      | Srebro | Srebro  | Brąz | Brąz    |
| Konkurencja                | Zawodniczka | Czas       | Zawodniczka | Czas    | Zawodniczka | Czas    |
| Styl dowolny               | |            | |         | |         |
| 50 metrów (szczegóły)      | Ranomi Kromowidjojo · Holandia | 23,60      | Silvia Di Pietro · Włochy | 23,90   | Madison Kennedy · Stany Zjednoczone | 23,93   |
| 100 metrów (szczegóły)     | Brittany Elmslie · Australia | 51,81      | Ranomi Kromowidjojo · Holandia | 51,92   | Penny Oleksiak · Kanada | 52,01   |
| 200 metrów (szczegóły)     | Federica Pellegrini · Włochy | 1:51,73    | Katinka Hosszú · Węgry | 1:52,28 | Taylor Ruck · Kanada | 1:52,50 |
| 400 metrów (szczegóły)     | Leah Smith · Stany Zjednoczone | 3:57,78    | Wieronika Popowa · Rosja | 3:58,90 | Chihiro Igarashi · Japonia | 3:59,41 |
| 800 metrów (szczegóły)     | Leah Smith · Stany Zjednoczone | 8:10,17    | Ashley Twichell · Stany Zjednoczone | 8:11,95 | Kiah Melverton · Australia | 8:16,51 |
| Styl grzbietowy            | |            | |         | |         |
| 50 metrów (szczegóły)      | Etiene Medeiros · Brazylia | 25,82      | Katinka Hosszú · Węgry | 25,99   | Alexandra DeLoof · Stany Zjednoczone | 26,14   |
| 100 metrów (szczegóły)     | Katinka Hosszú · Węgry | 55,54      | Kylie Masse · Kanada | 56,24   | Georgia Davies · Wielka Brytania | 56,45   |
| 200 metrów (szczegóły)     | Katinka Hosszú · Węgry | 2:00,79    | Daryna Zewina · Ukraina | 2:02,24 | Emily Seebohm · Australia | 2:02,65 |
| Styl klasyczny             | |            | |         | |         |
| 50 metrów (szczegóły)      | Lilly King · Stany Zjednoczone | 28,92      | Alia Atkinson · Jamajka | 29,11   | Molly Hannis · Stany Zjednoczone | 29,58   |
| 100 metrów (szczegóły)     | Alia Atkinson · Jamajka | 1:03,03    | Lilly King · Stany Zjednoczone | 1:03,35 | Molly Hannis · Stany Zjednoczone | 1:03,89 |
| 200 metrów (szczegóły)     | Molly Renshaw · Wielka Brytania | 2:18,51    | Kelsey Wog · Kanada | 2:18,52 | Chloe Tutton · Wielka Brytania | 2:18,83 |
| Styl motylkowy             | |            | |         | |         |
| 50 metrów (szczegóły)      | Jeanette Ottesen · Dania | 24,92      | Kelsi Worrell · Stany Zjednoczone | 25,27   | Rikako Ikee · Japonia | 25,32   |
| 100 metrów (szczegóły)     | Katinka Hosszú · Węgry | 55,12      | Kelsi Worrell · Stany Zjednoczone | 55,22   | Rikako Ikee · Japonia | 55,64   |
| 200 metrów (szczegóły)     | Katinka Hosszú · Węgry | 2:02,15    | Kelsi Worrell · Stany Zjednoczone | 2:02,89 | Zhang Yufei · Chiny | 2:05,10 |
| Styl zmienny               | |            | |         | |         |
| 100 metrów (szczegóły)     | Katinka Hosszú · Węgry | 57,24      | Emily Seebohm · Australia | 57,97   | Alia Atkinson · Jamajka | 58,04   |
| 200 metrów (szczegóły)     | Katinka Hosszú · Węgry | 2:02,90    | Ella Eastin · Stany Zjednoczone | 2:05,02 | Madisyn Cox · Stany Zjednoczone | 2:05,93 |
| 400 metrów (szczegóły)     | Katinka Hosszú · Węgry | 4:21,67    | Ella Eastin · Stany Zjednoczone | 4:27,74 | Madisyn Cox · Stany Zjednoczone | 4:27,78 |
| Sztafety – styl dowolny    | |            | |         | |         |
| 4 × 50 metrów (szczegóły)  | Kanada · Michelle Williams (24,07) · Sandrine Mainville (23,62) · Taylor Ruck (23,77) · Penny Oleksiak (23,54) · Alexia Zevnik · Sarah Darcel                                       | 1:35,00    | Holandia · Tamara van Vliet (24,45) · Ranomi Kromowidjojo (23,11) · Maaike de Ward (24,09) · Kim Busch (23,72) · Maud van der Meer       | 1:35,37 | Włochy · Silvia Di Pietro (23,92) · Erika Ferraioli (23,52) · Aglaia Pezzato (24,06) · Federica Pellegrini (24,11)                                    | 1:35,61 |
| 4 × 100 metrów (szczegóły) | Stany Zjednoczone · Amanda Weir (52,95) · Kelsi Worrell (51,04) · Madison Kennedy (52,84) · Elizabeth Comerford (51,99) · Katrina Konopka · Katie Drabot · Alexandra DeLoof         | 3:28,82    | Włochy · Erika Ferraioli (53,51) · Silvia Di Pietro (52,06) · Aglaia Pezzato (52,52) · Federica Pellegrini (52,19)                       | 3:30,28 | Holandia · Maud van der Meer (53,48) · Marrit Steenbergen (53,17) · Maaike de Waard (53,09) · Ranomi Kromowidjojo (51,36) · Kim Busch · Robin Neumann | 3:31,10 |
| 4 × 200 metrów (szczegóły) | Kanada · Katerine Savard (1:55,53) · Taylor Ruck (1:51,69) · Kennedy Goss (1:54,62) · Penny Oleksiak (1:52,05) · Alexia Zevnik                                                      | 7:33,89    | Stany Zjednoczone · Leah Smith (1:54,87) · Mallory Comerford (1:53,32) · Sarah Gibson (1:55,43) · Madisyn Cox (1:55,03) · Katie Drabot   | 7:38,65 | Rosja · Darja Mullakajewa (1:57,53) · Darja Ustinowa (1:55,13) · Arina Opionyszewa (1:54,83) · Wieronika Popowa (1:52,44) · Irina Kriwonogowa         | 7:39,93 |
| Sztafety – styl zmienny    | |            | |         | |         |
| 4 × 50 metrów (szczegóły)  | Stany Zjednoczone · Alexandra DeLoof (26,12) · Lilly King (28,78) · Kelsi Worrell (24,44) · Katrina Konopka (23,93) · Molly Hannis · Sarah Gibson                                   | 1:43,27    | Włochy · Silvia Scalia (26,96) · Martina Carraro (30,12) · Silvia Di Pietro (24,88) · Erika Ferraioli (23,42) · Aglaia Pezzato           | 1:45,38 | Dania · Mie Nielsen (26,71) · Matilde Schroder (30,67) · Emilie Beckmann (24,96) · Jeanette Ottesen (23,64)                                           | 1:45,98 |
| 4 × 100 metrów (szczegóły) | Stany Zjednoczone · Alexandra DeLoof (56,68) · Lilly King (1:03,71) · Kelsi Worrell (55,48) · Mallory Comerford (52,02) · Helen Moffitt · Molly Hannis · Sarah Gibson · Amanda Weir | 3:47,89 CR | Kanada · Kylie Masse (56,29) · Rachel Nicol (1:05,13) · Katerine Savard (56,38) · Penny Oleksiak (51,07) · Hilary Caldwell · Taylor Ruck | 3:48,87 | Australia · Emily Seebohm (56,18) · Jessica Hansen (1:04,83) · Emily Washer (56,90) · Brittany Elmslie (51,75)                                        | 3:49,66 |

### Konkurencje mieszane
| Konkurencja                                                 | Złoto | Złoto      | Srebro | Srebro  | Brąz | Brąz    |
| Konkurencja                                                 | Zawodnik | Czas       | Zawodnik | Czas    | Zawodnik | Czas    |
| Sztafeta mieszana 4 × 50 metrów stylem dowolnym (szczegóły) | Rosja · Aleksiej Brianskij (21,40) · Władimir Morozow (20,44) · Marija Kamieniewa (24,01) · Rozalija Nasrietdinowa (23,88) · Aleksandr Popkow                                       | 1:29,73    | Holandia · Jesse Puts (21,27) · Nyls Korstanje (21,15) · Ranomi Kromowidjojo (23,34) · Maaike de Waard (24,06) · Kim Busch · Tamara van Vliet | 1:29,82 | Kanada · Yuri Kisil (21,39) · Markus Thormeyer (21,28) · Michelle Williams (23,48) · Sandrine Mainville (23,68) · Mirando-Florent Richard-Jarry · Alexia Zevnik · Katerine Savard | 1:29,83 |
| Sztafeta mieszana 4 × 50 metrów stylem zmiennym (szczegóły) | Stany Zjednoczone · Tom Shields (23,45) · Lilly King (28,74) · Kelsi Worrell (24,59) · Michael Chadwick (20,44) · Alexandra DeLoof · Cody Miller · Matthew Josa · Mallory Comerford | 1:37,22 CR | Brazylia · Etiene Medeiros (25,93) · Felipe Lima (25,46) · Nicholas Santos (21,93) · Larissa Oliveira (24,42)                                 | 1:37,74 | Japonia · Junya Koga (22,74) · Yoshiki Yamanaka (26,48) · Rikako Ikee (24,89) · Sayuki Ouchi (24,34) · Emi Moronuki · Takeshi Kawamoto                                            | 1:38,45 |